# SN 2007bw
SN 2007bw – supernowa typu IIn odkryta 18 kwietnia 2007 roku w galaktyce A171101+2430. W momencie odkrycia miała maksymalną jasność 17,30m.